# Nussknacker (Gattung)
|  | Dieser Artikel wurde aufgrund von formalen oder inhaltlichen Mängeln in der Qualitätssicherung Biologie zur Verbesserung eingetragen. Dies geschieht, um die Qualität der Biologie-Artikel auf ein akzeptables Niveau zu bringen. Bitte hilf mit, diesen Artikel zu verbessern! Artikel, die nicht signifikant verbessert werden, können gegebenenfalls gelöscht werden. Lies dazu auch die näheren Informationen in den Mindestanforderungen an Biologie-Artikel. |

Die Gattung Nussknacker (Nucifraga) umfasst drei Arten von Sperlingsvögeln und gehört zur Familie der Rabenvögel.
Die Gattung Nucifraga wurde von dem Zoologen Mathurin-Jacques Brisson 1760  eingeführt, mit dem Tannenhäher (Nucifraga caryocatactes) als Typusart. Der Gattungsname ist eine neulateinische Übersetzung des deutschen Nussbrecher (nucifragibulum).

## Arten
- Tannenhäher (Nucifraga caryocatactes)
- Kiefernhäher (Nucifraga columbiana)
- Himalayahäher (Nucifraga multipunctata)